# Colonnes persanes

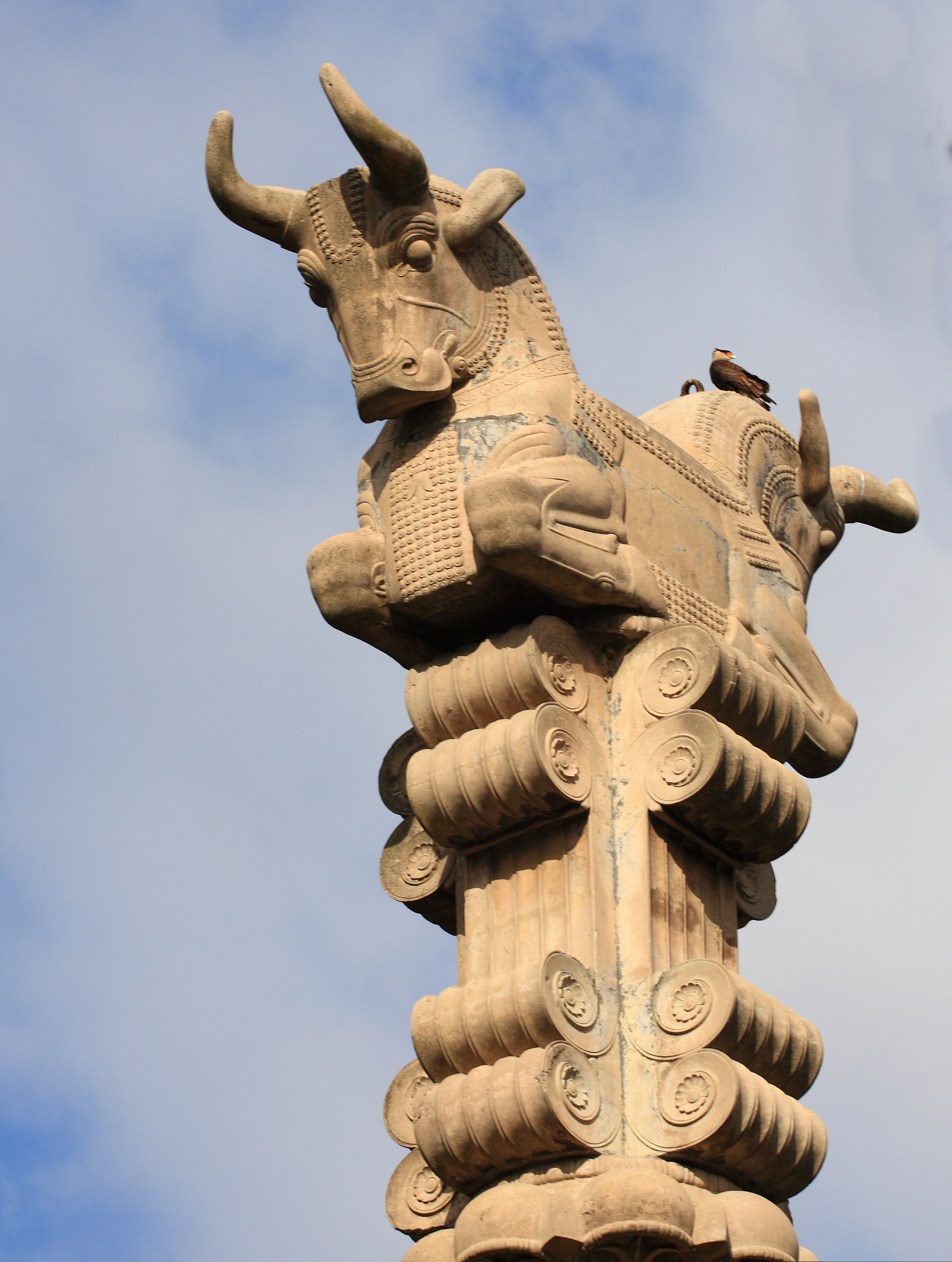
Haut d'un exemple d'une colonne achéménide de Persépolis

Les colonnes persanes ou colonnes persépolitaines sont la forme distinctive des colonnes développées dans l'architecture achéménide de l'ancienne Perse, commençant probablement peu avant 500 av. J.-C. Elles sont principalement connues à Persépolis où les colonnes principales massives ont une base, un fût cannelé et un chapiteau à double animal, en général des taureaux. Les palais achéménides avaient de très grandes salles hypostyles appelées apadana, soutenues à l'intérieur par plusieurs rangées de colonnes. La salle du trône ou « salle des cent colonnes » de Persépolis, mesurant 70 x 70 mètres, a été construite par le roi achéménide Artaxerxès Ier. La salle Apadana est encore plus grande. Ces salles comprenaient souvent un trône pour le roi et étaient utilisés pour de grandes assemblées cérémonielles ; les plus grandes de Persépolis et de Suse pouvaient accueillir dix mille personnes.
Les Achéménides avaient peu d'expérience dans l'art de l'architecture en pierre, mais ils ont pu attirer des artistes et des artisans de tout leur empire pour développer un style impérial hybride s'inspirant des influences de la Mésopotamie, de l'Égypte et de la Lydie en Anatolie, ainsi que d'Elam en Perse même. Le style a probablement été enrichi dans le palais de Darius à Suse, mais les restes les plus nombreux et les plus complets se trouvent à Persépolis, où plusieurs colonnes restent debout. Le développement du bâtiment impérial dans ce style s'est arrêté brusquement avec l'invasion d'Alexandre le Grand en 330 av. J.-C., lorsque Persépolis fut incendiée.

## Description

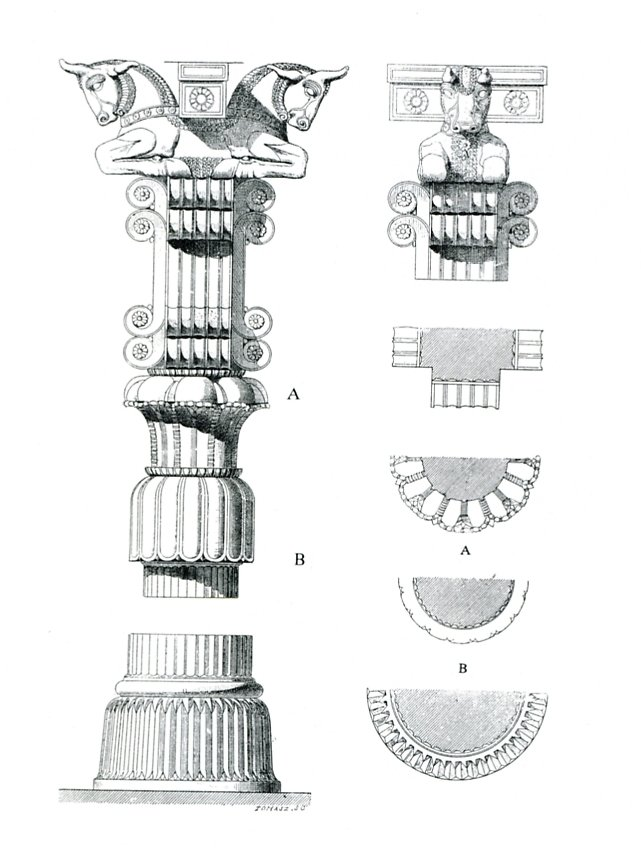
Plan, vue de face et vue latérale d'une colonne typique de Persépolis

Les formes des colonnes et des chapiteaux varient quelque peu entre les différents bâtiments. En général, les chapiteaux sont sculptés avec deux animaux dos à dos fortement décorés en saillie de la colonne. Celles-ci fonctionnent comme des supports pour soutenir l'architrave ou les poutres du toit, tandis que les dos plats des animaux supportent des poutres à angle droit (voir la reconstruction au Louvre). Les sculptures de ces animaux sont appelées protomés. Le taureau est l'animal le plus commun, mais il y a aussi des lions, des taureaux à tête d'homme dans le style du lamassu assyrien, et des griffons à têtes d'aigles et corps de lions.
Les taureaux et les lions peuvent refléter le symbolisme de Norouz, le Nouvel An persan à l'équinoxe de printemps, un taureau éternellement combattant personnifiant la lune et un lion personnifiant le Soleil. C'était le jour où les nations tributaires présentaient leurs hommages annuels au roi, comme le montrent les bas-reliefs en escalier de Persépolis, et il a été suggéré que cette ville a été spécialement construite pour les célébrations de Norouz.
Les colonnes de chapiteaux sont beaucoup plus longues que dans la plupart des autres styles. Les exemples les plus grandioses ont une longue section intermédiaire avec des volutes doubles inversées en haut et en bas avec une grande zone carrée cannelée, bien que le pilier de la colonne soit rond. Au sommet du fût rond cannelé se trouvent deux sections avec une représentation vaguement végétale, la partie supérieure en forme de « chapiteau de palmier » s'étend à mesure qu'elle s'élève, et la partie inférieure suggère des feuilles tombant vers le bas. D'autres chapiteaux possèdent des animaux et deux éléments végétaux en-dessous, mais pas la section entre les volutes. Il existe diverses petites moulures entre les différents éléments, reflétant un style grec. Les cornes et les oreilles des animaux sont souvent des pièces séparées, s'insérant dans la tête par des bouchons carrés. Les colonnes ont été polies et les chapiteaux ont été peints pour ceux qui sont en bois sur un enduit de plâtre. Le style reflète les influences des nombreuses cultures que l'empire perse a conquises, notamment l'Égypte, Babylone et Lydie, ainsi que la Grèce, où les Perses n'ont eu qu'un succès temporaire ; le résultat final est distinctement persan.
On pense que les colonnes de pierre qui ont survécu ont été précédées de versions en bois, et celles-ci ont continué à être utilisées. Le passage à la pierre est peut-être arrivé lorsque des arbres suffisamment grands pour les plus grands bâtiments sont devenus difficiles voire impossibles à trouver. Les fûts des colonnes peuvent atteindre 20 mètres de haut. La base est en pierre, même pour les colonnes en bois, et porte parfois une inscription indiquant le nom du roi qui a érigé le bâtiment, elle est ronde en général, mais certaines, précoces, de type carré indiquent qu'il y a eu deux étapes.

## Utilisation et influence

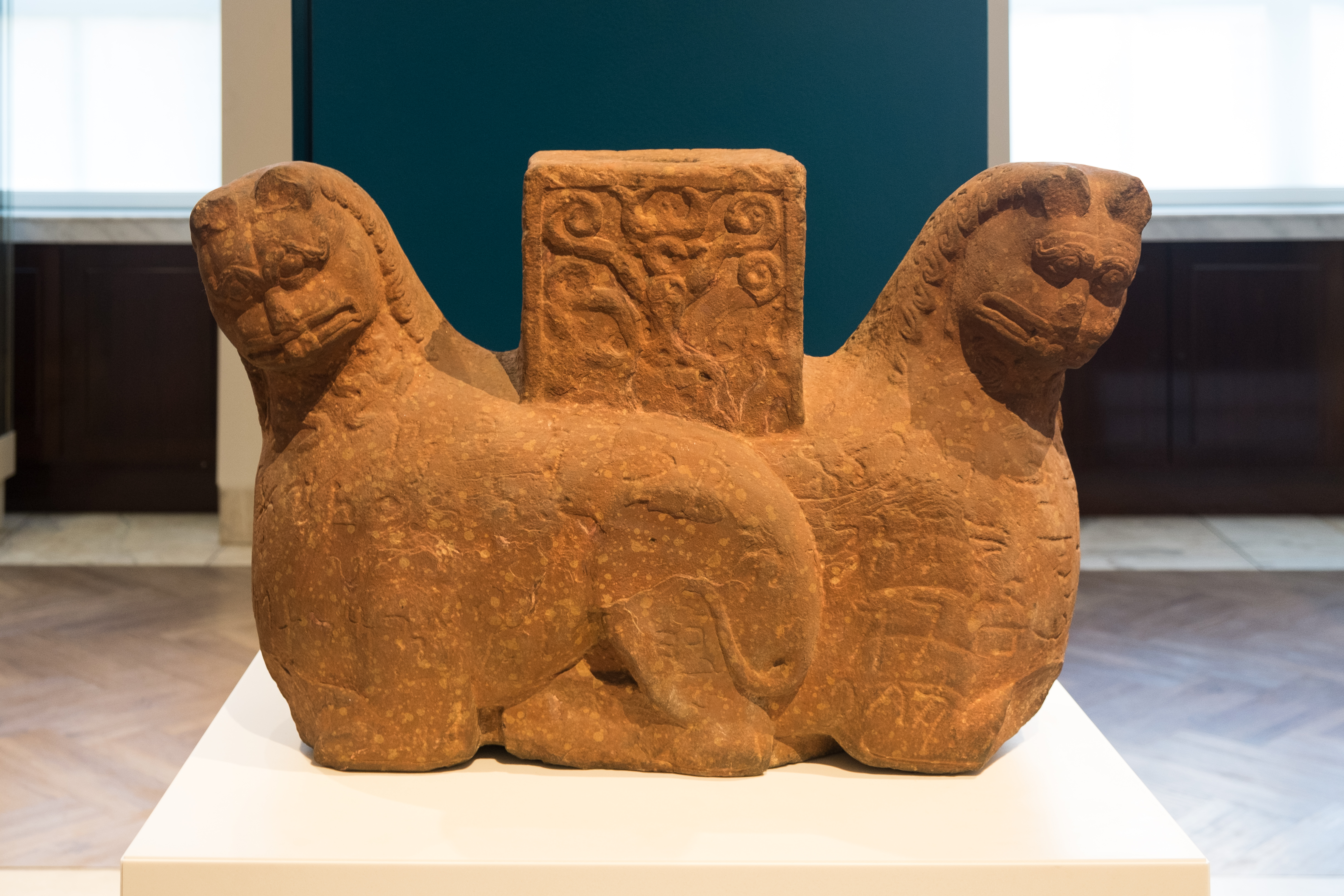
Chapiteau aux lions de Mathura, Asie du Sud (British Museum, Angleterre). Beaucoup plus petit, datant du début du ier siècle environ, il montre l'influence de la colonne persane.

La forme complète de la colonne persane ne semble avoir été utilisée que sur quelques sites en dehors de la Perse autour de l'empire à l'époque achéménide, en Arménie et même dans les colonies levantines d'Ibérie. Les colonnes ont influencé les piliers d'Ashoka érigés en Inde quelque 80 ans après qu'Alexandre le Grand a détruit l'empire perse et d'autres bâtiments impériaux dans l'architecture de l'empire Maurya. Le chapiteau du lion Mathura, beaucoup plus petit, datant du début du Ier siècle environ, montre une influence claire. Ils peuvent être vus dans la décoration en relief autour des stupas bouddhistes à Gandhara au IIe ou IIIe siècle . Le style ne s'est pas développé en Perse même, mais des éléments ont continué à apparaître sous les dynasties ultérieures avant l'arrivée de l'islam.

## Renaissance moderne

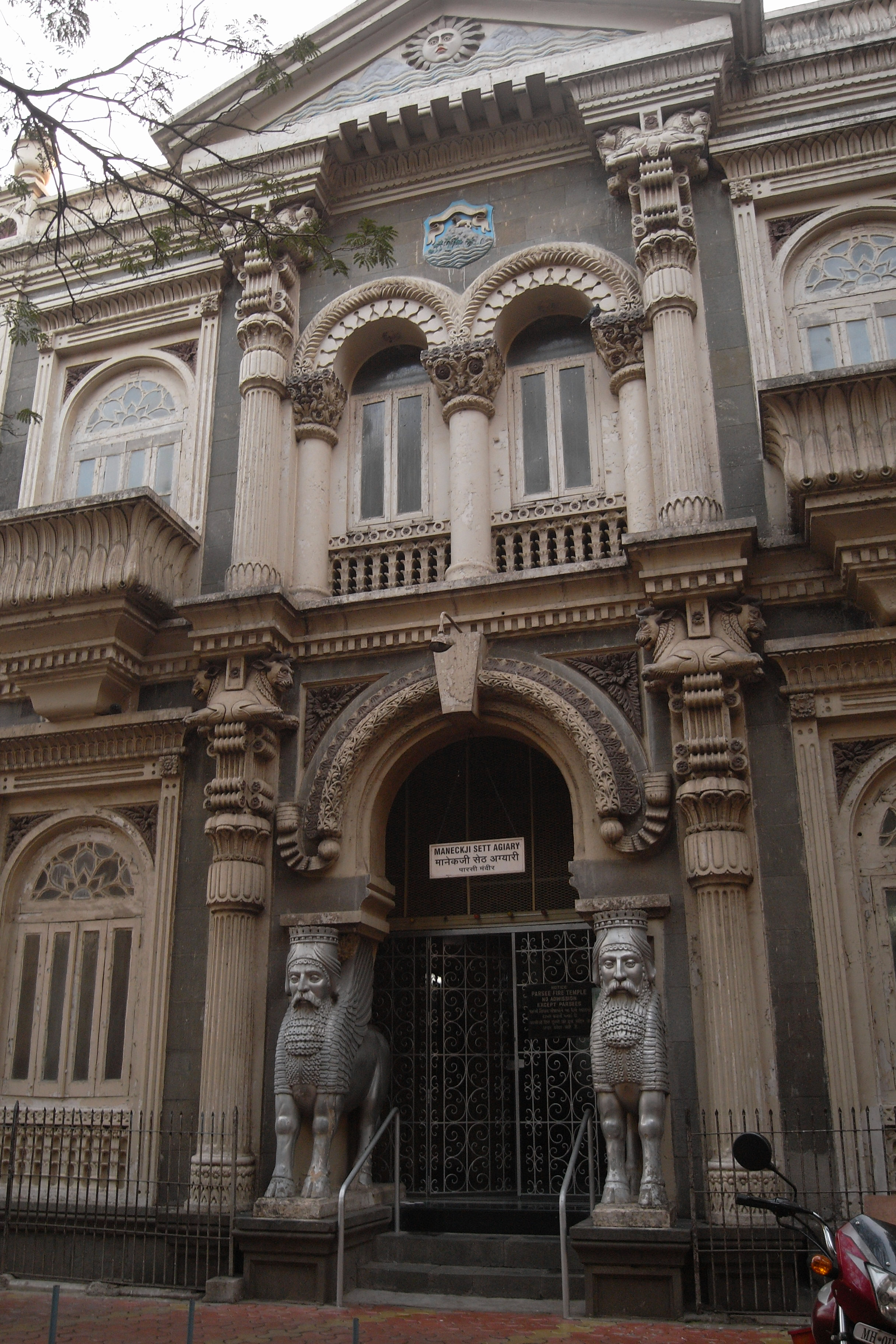
Maneckji Sett Agiary, un temple du feu Parsi à Mumbai, Inde, 1891

À partir du XIXe siècle, la forme de la colonne persépolitaine complète a été relancée, initialement par les Parsis en Inde et des architectes éclectiques en Europe, et seulement utilisée plus tard dans les bâtiments publics en Iran sous la dynastie Pahlavi (à partir de 1925), bien que l'ancien palais royal dans le jardin Afif-Abad de 1863, utilise provisoirement certains éléments des chapiteaux.
Reza Shah, le premier Shah d'Iran Pahlavi, a promu l'intérêt pour les Achéménides de diverses manières pour favoriser le nationalisme iranien et soutenir la légitimité de son régime. Des bâtiments importants à Téhéran ont été supervisés quant à l'authenticité de leur style par des archéologues européens, en particulier André Godard, Maxime Siroux (tous deux également architectes) et Ernst Herzfeld, qui avaient été engagés en Iran pour explorer, organiser et aussi former des étudiants. Il s'agit notamment du siège de la police et du siège de la Bank Melli Iran.
Bien que la République islamique d'Iran préfère les bâtiments faisant référence à l'architecture islamique, des colonnes persanes miniatures soutiennent le pavillon des érudits offert à l'Office des Nations Unies à Vienne en 2009.

## Galerie

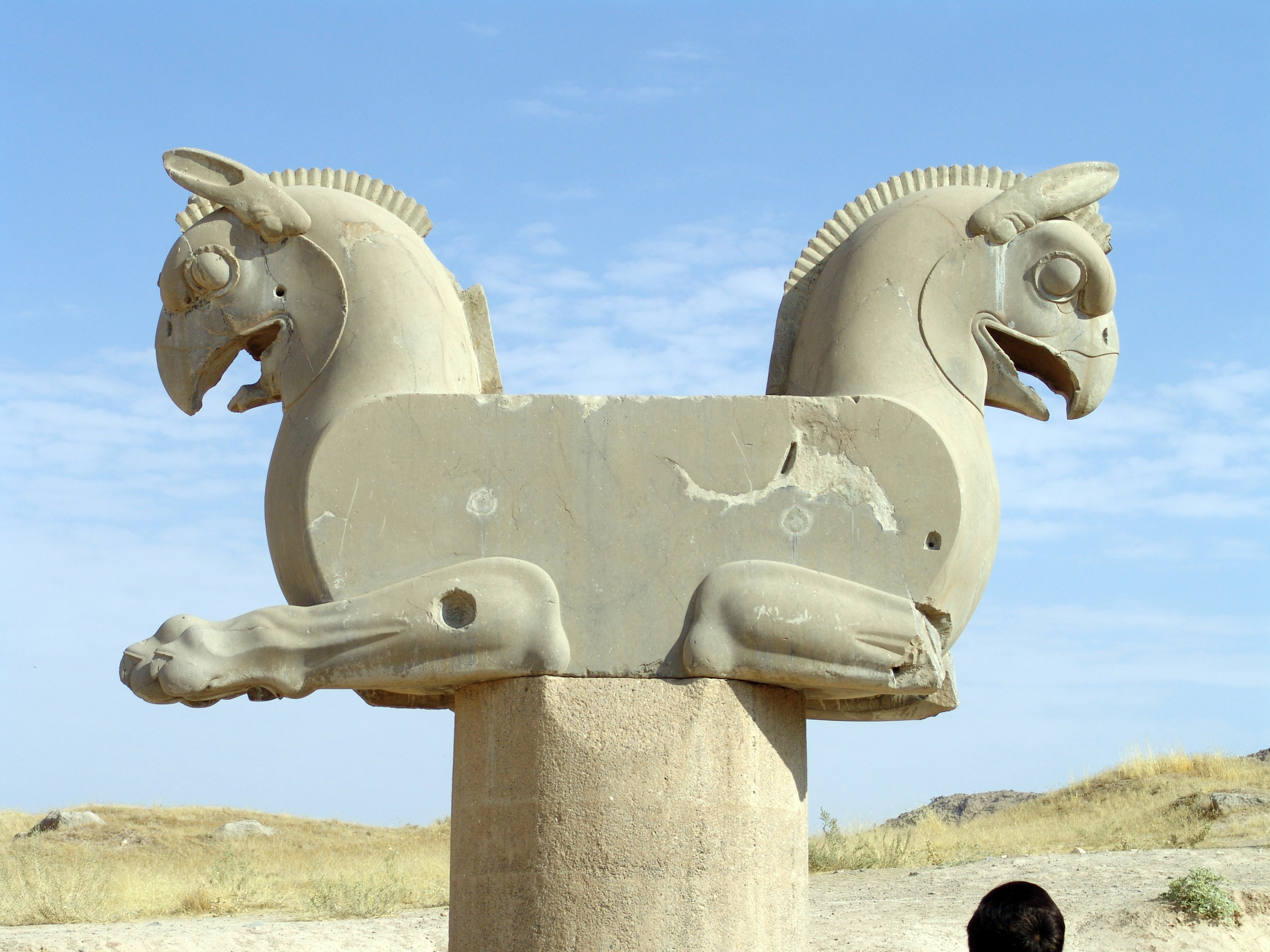
Chapiteau Griffin à Persépolis. Les poutres de toit ont vraisemblablement reposées sur la face supérieure plate
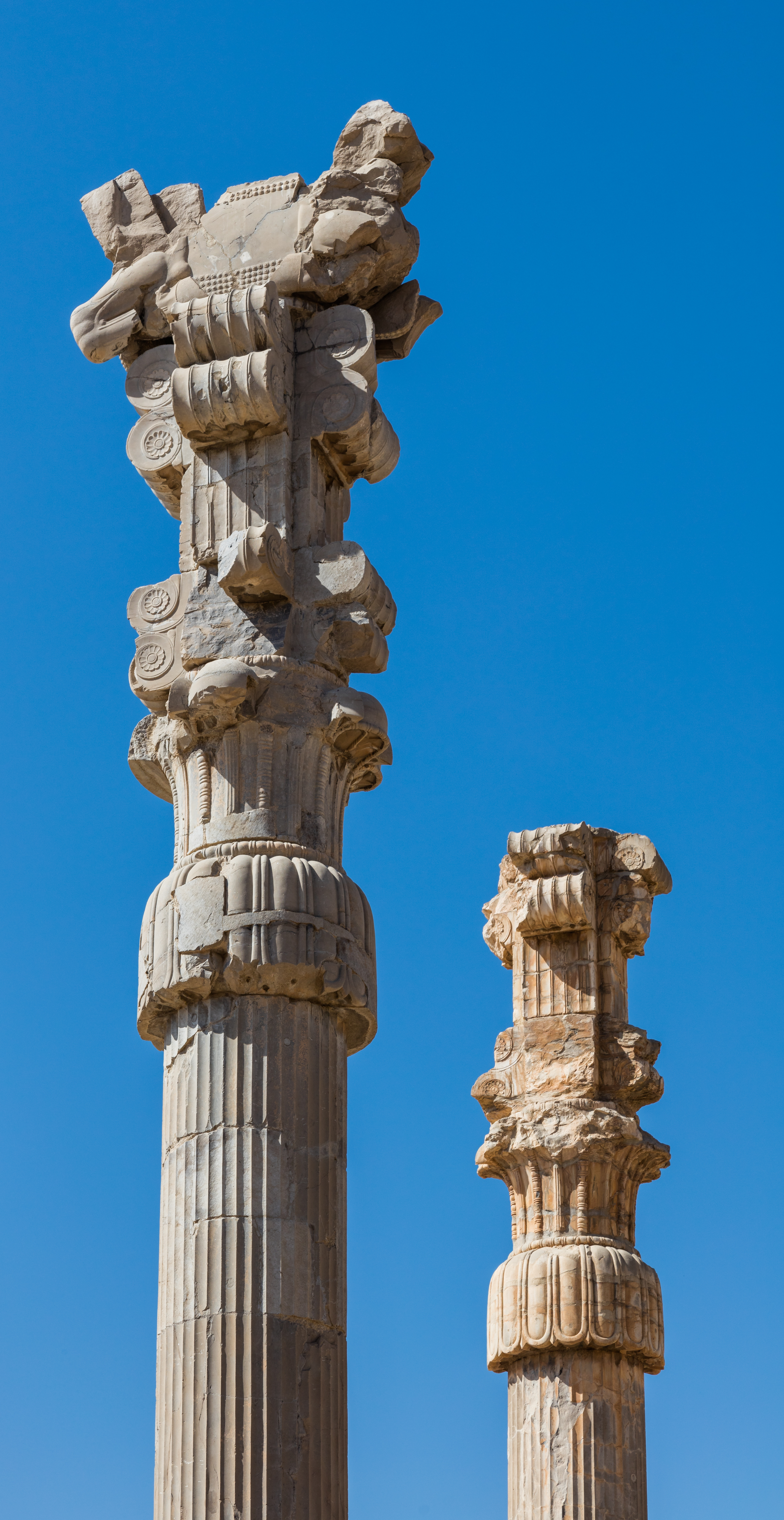
Ruines de Persépolis
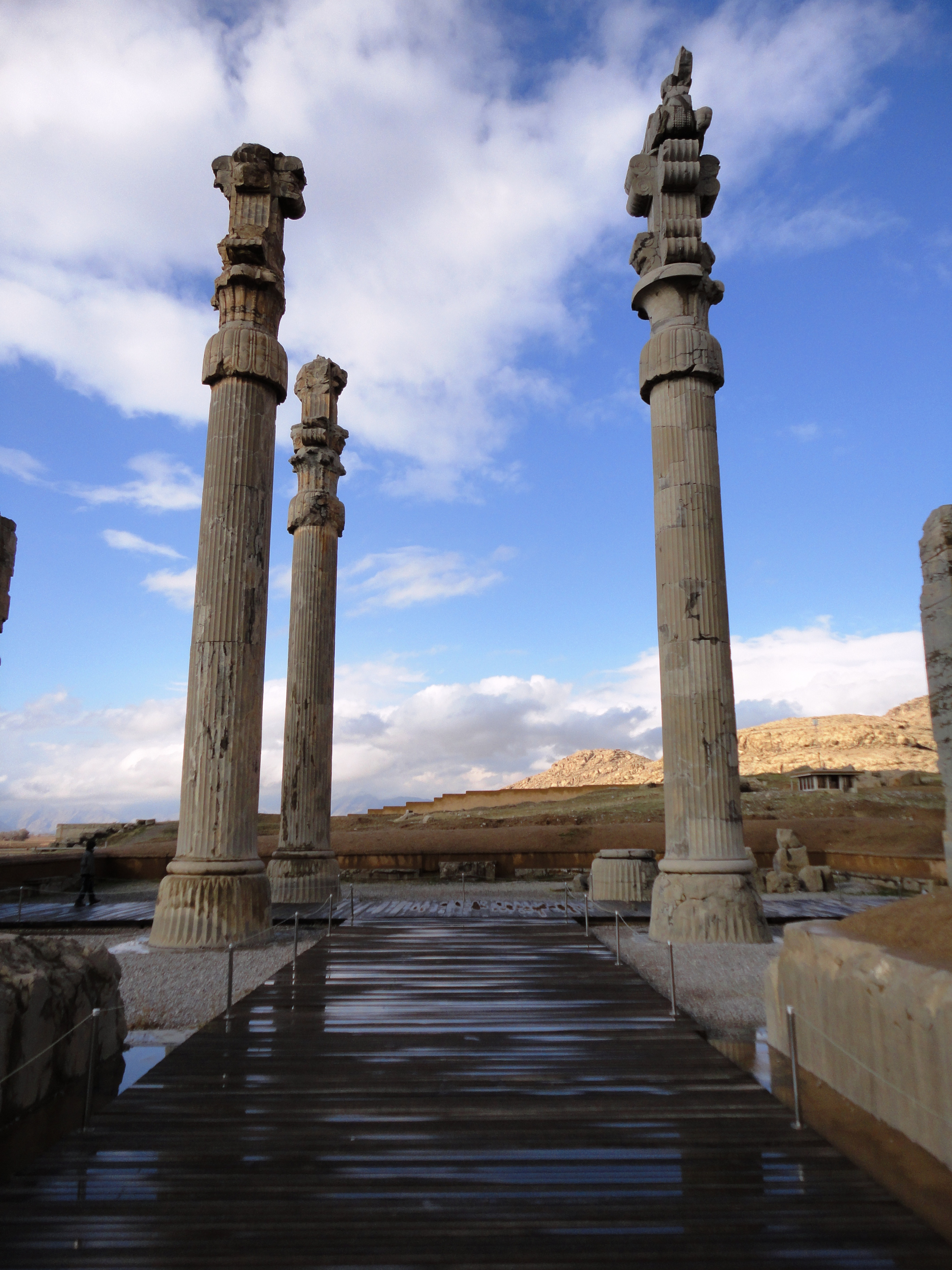
Ruines de Persépolis
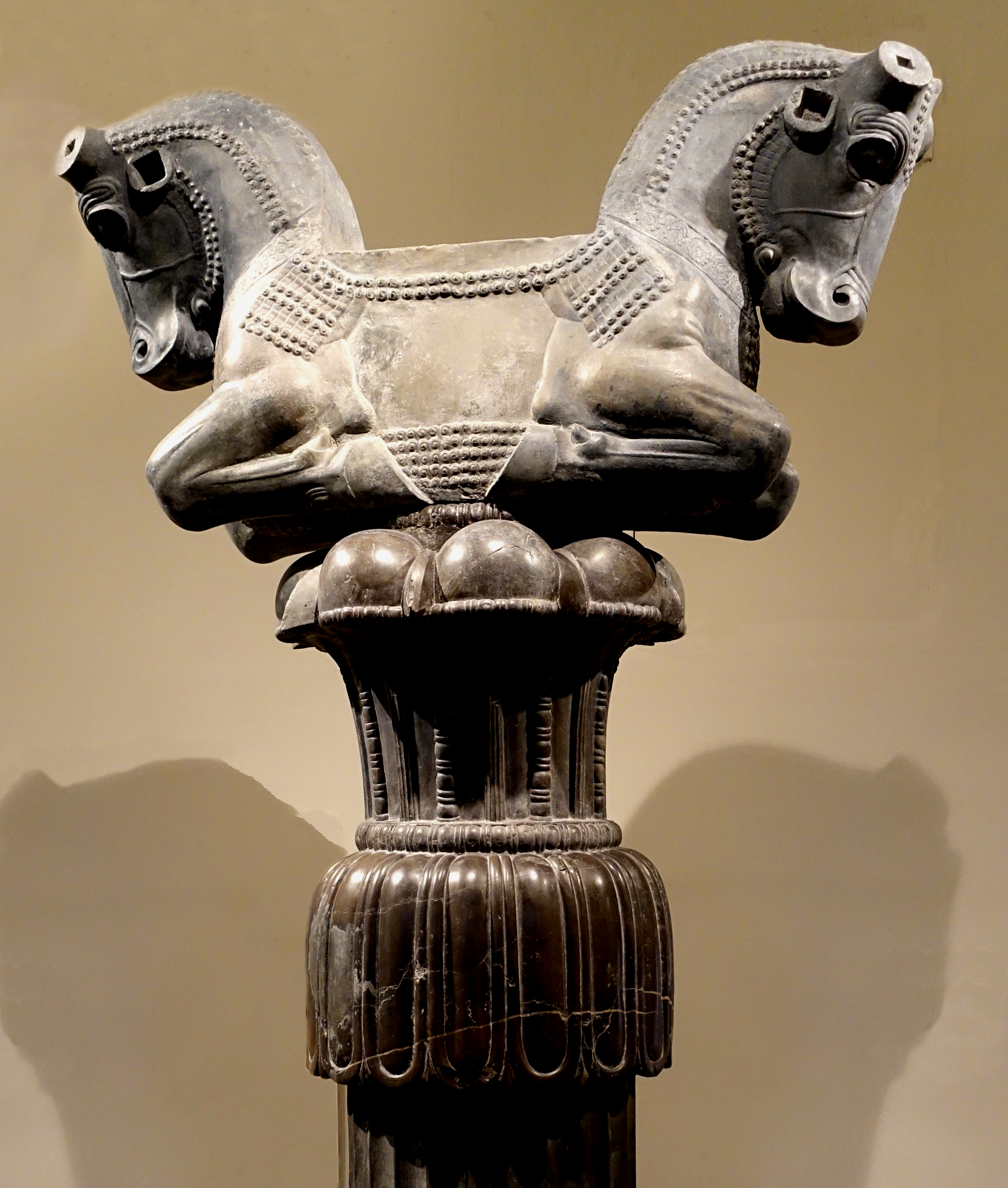
Un autre chapiteau achéménide de Persépolis
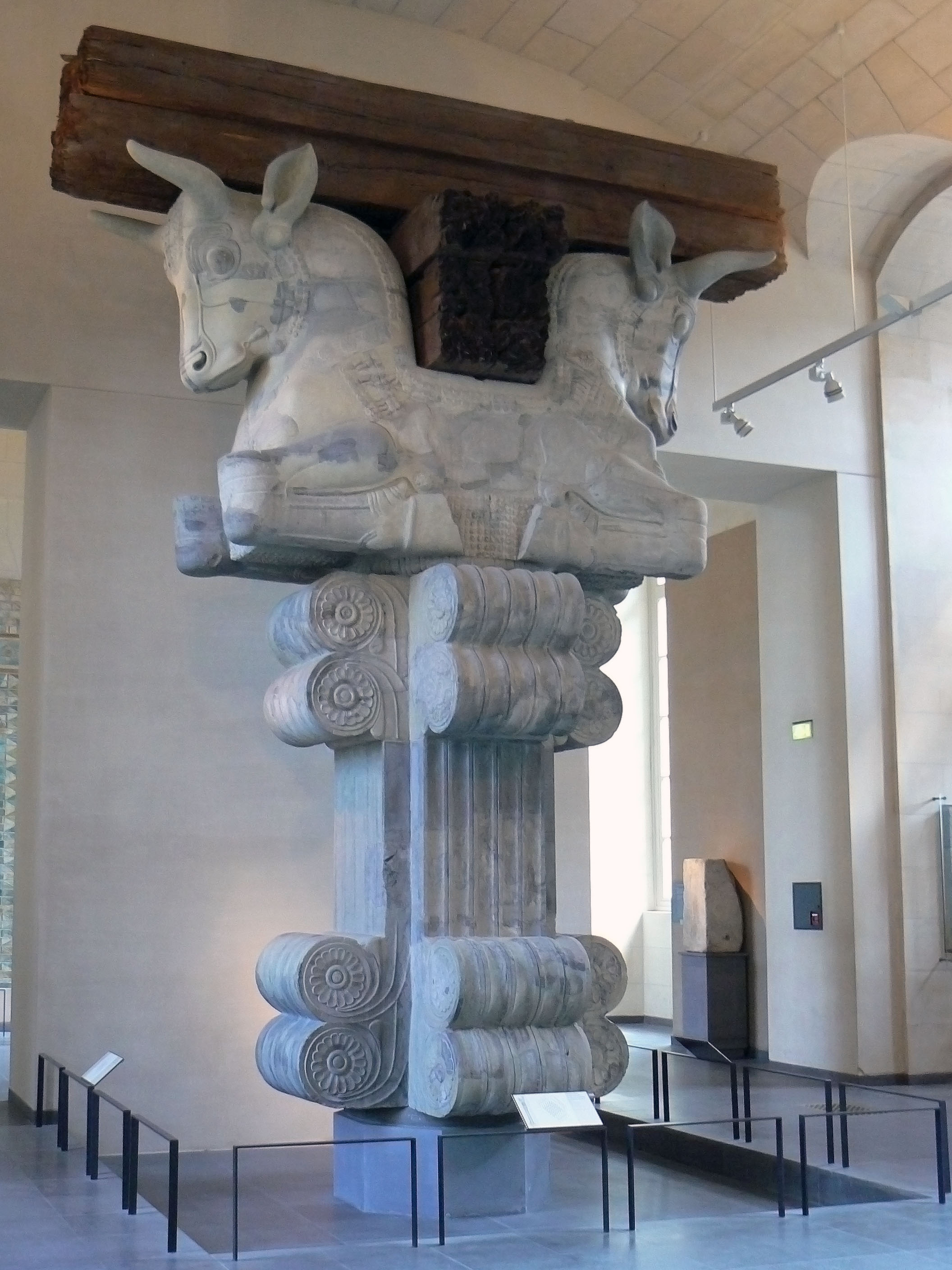
Chapiteau de taureaux de l’Apadana du Palais de Darius à Suse, aujourd’hui au musée du Louvre
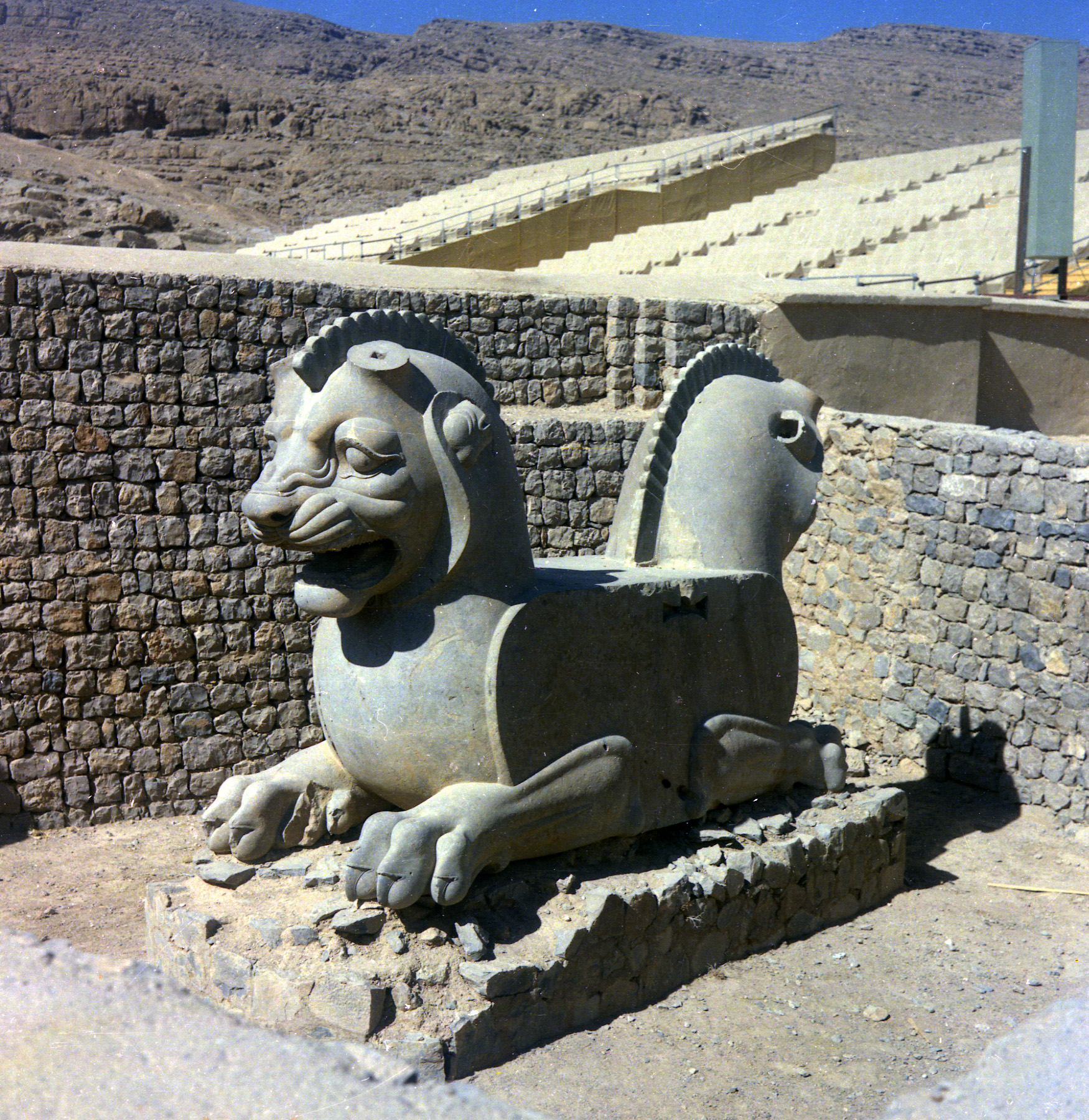
Chapiteau du lion à Persépolis
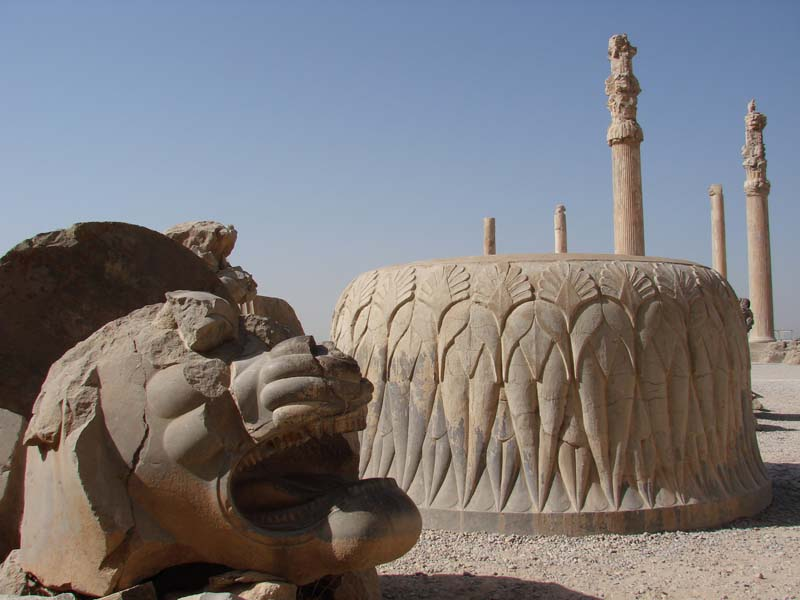
Fragment de lion et base de colonne à Persépolis
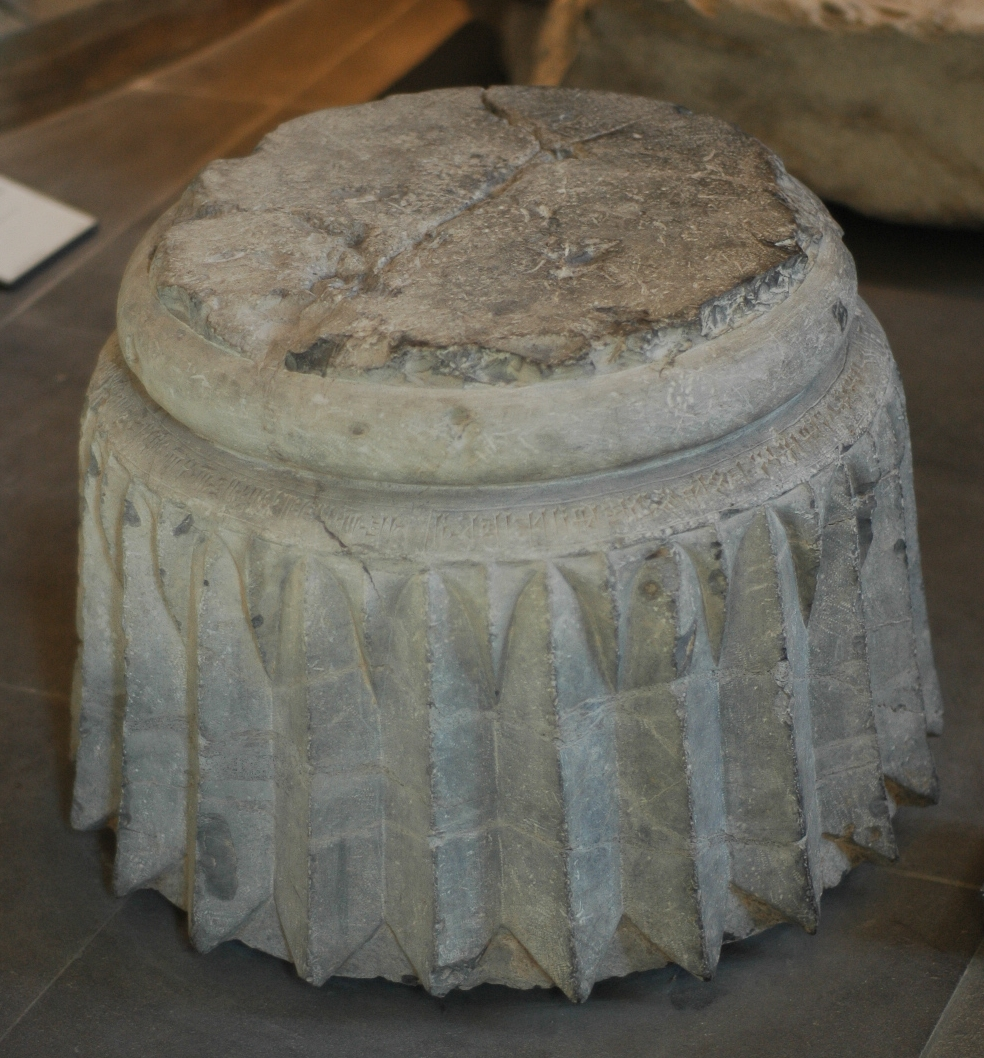
Base de colonne de Suse, avec inscription
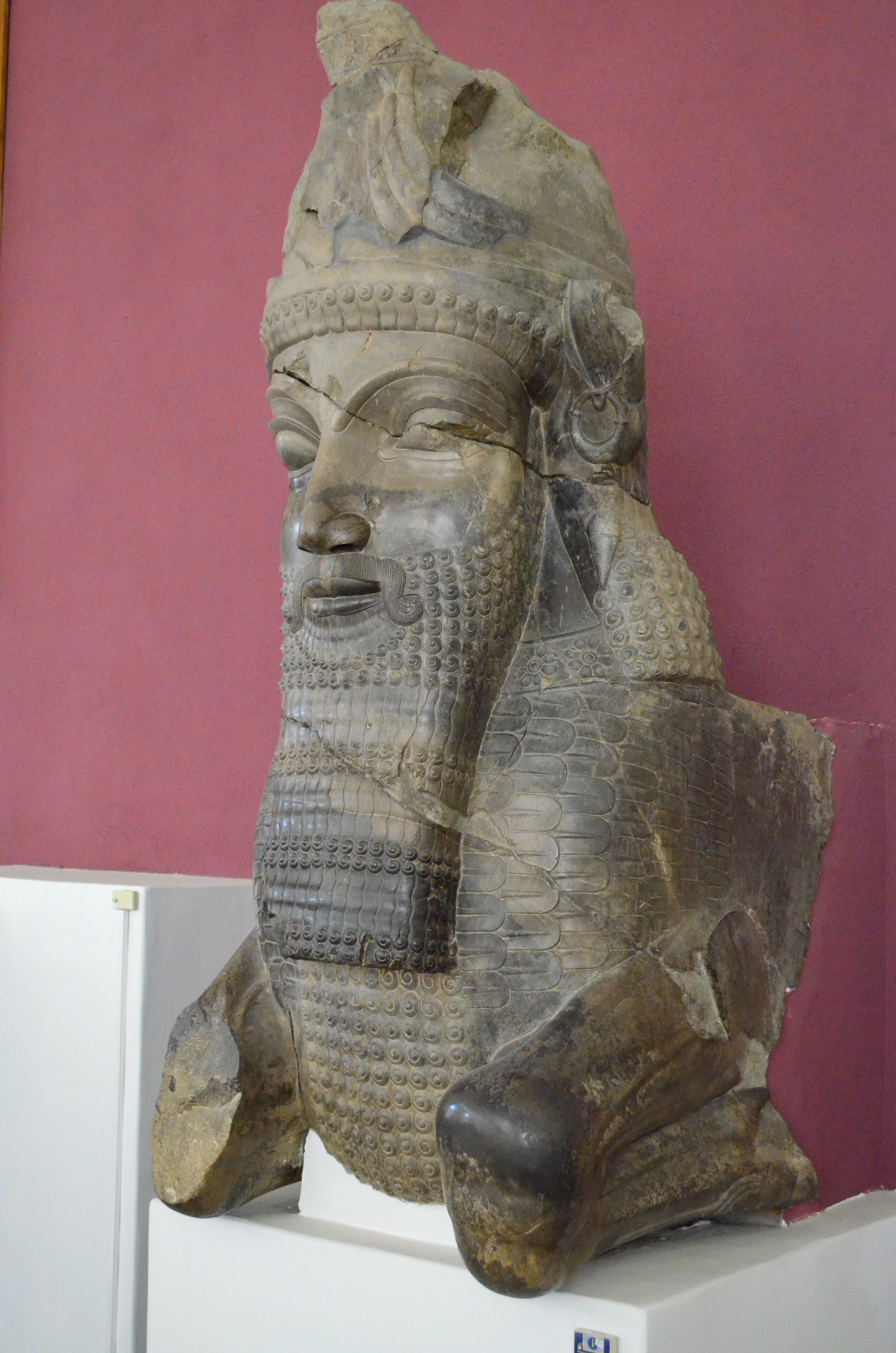
Chapiteau d'homme-taureau brisé de Persépolis
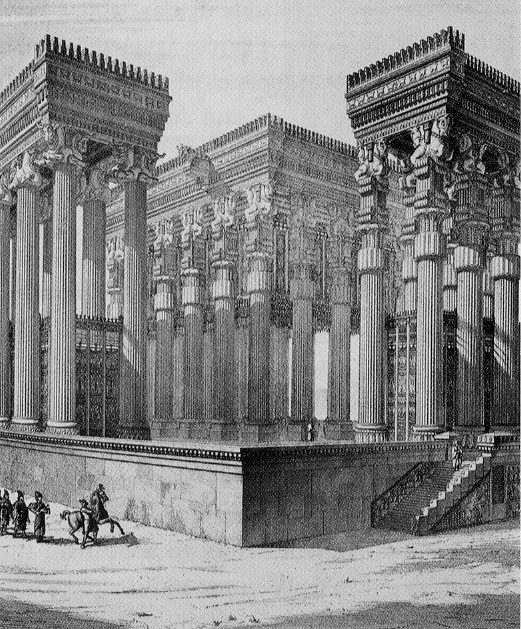
Reconstruction de Persépolis par Flandin et Coste au XIXe siècle
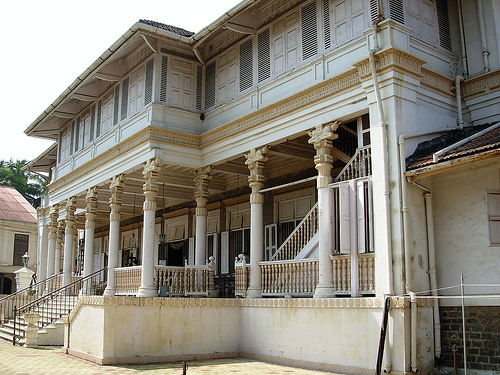
L'Udvada Atash Behram parsi, un temple du feu à Udvada, en Inde, 1894[15].
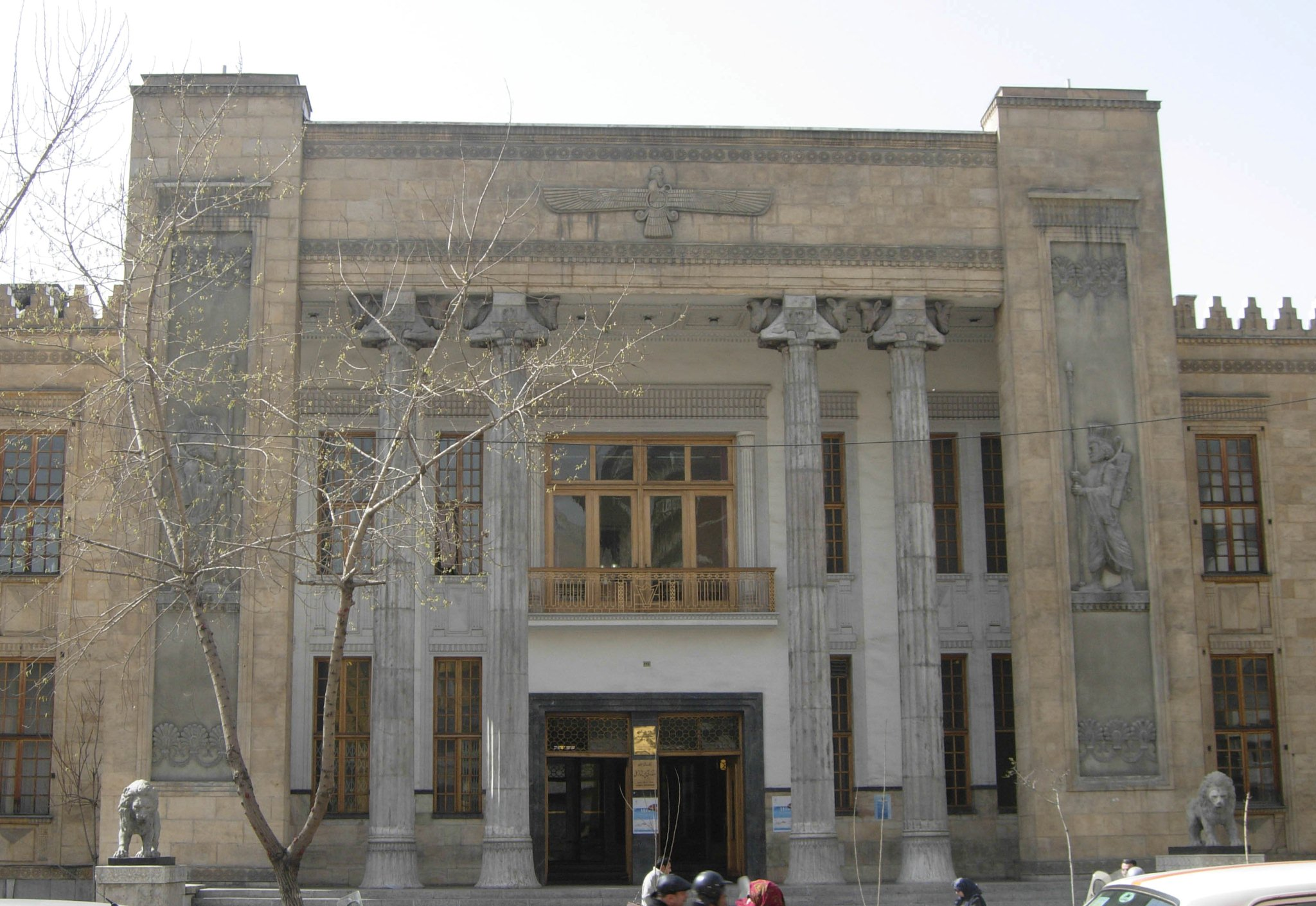
Immeuble Bank Melli, avenue Ferdowsi, Téhéran[12].
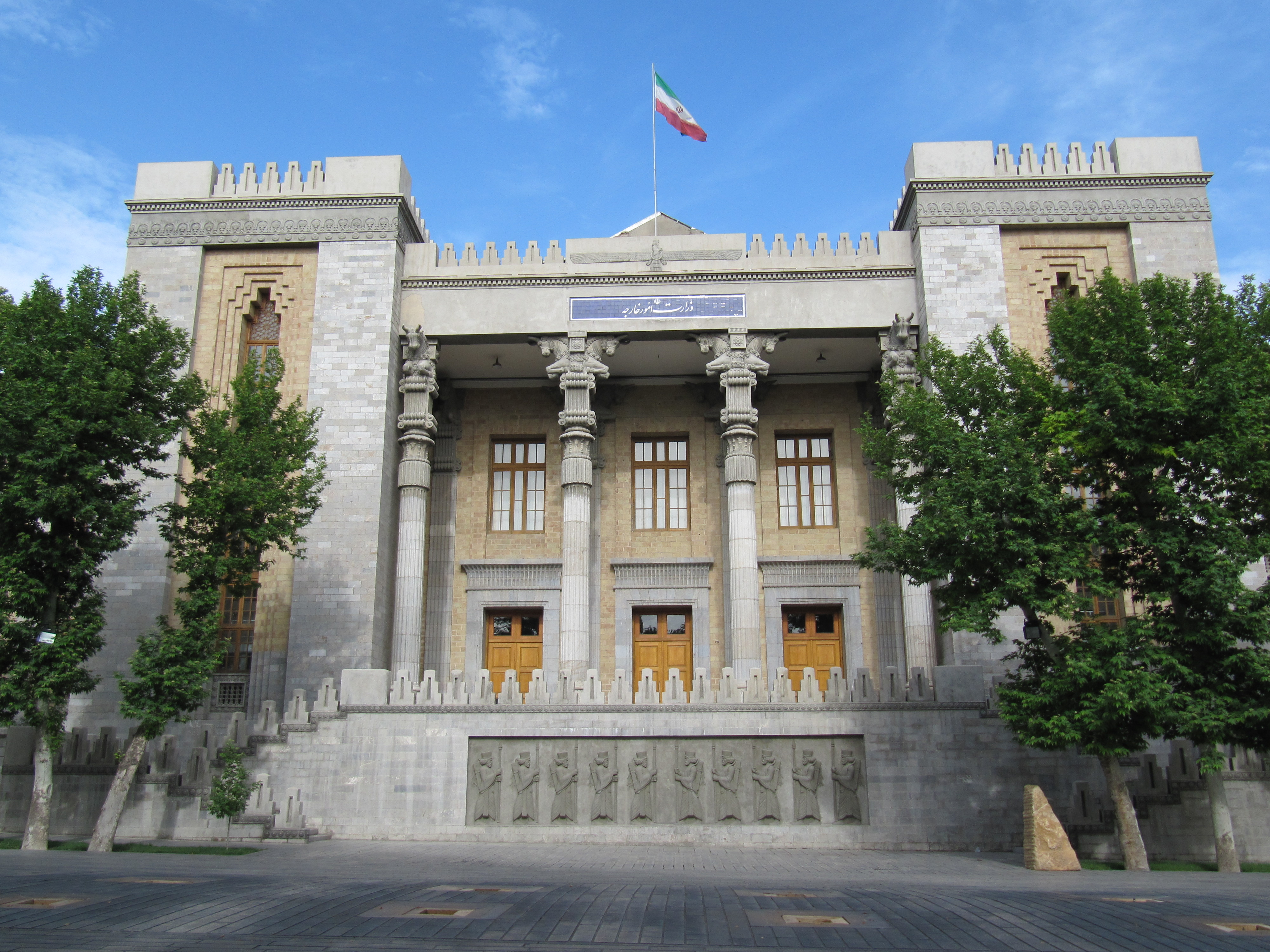
Revivalisme : le ministère iranien des Affaires étrangères moderne, 1939[12].
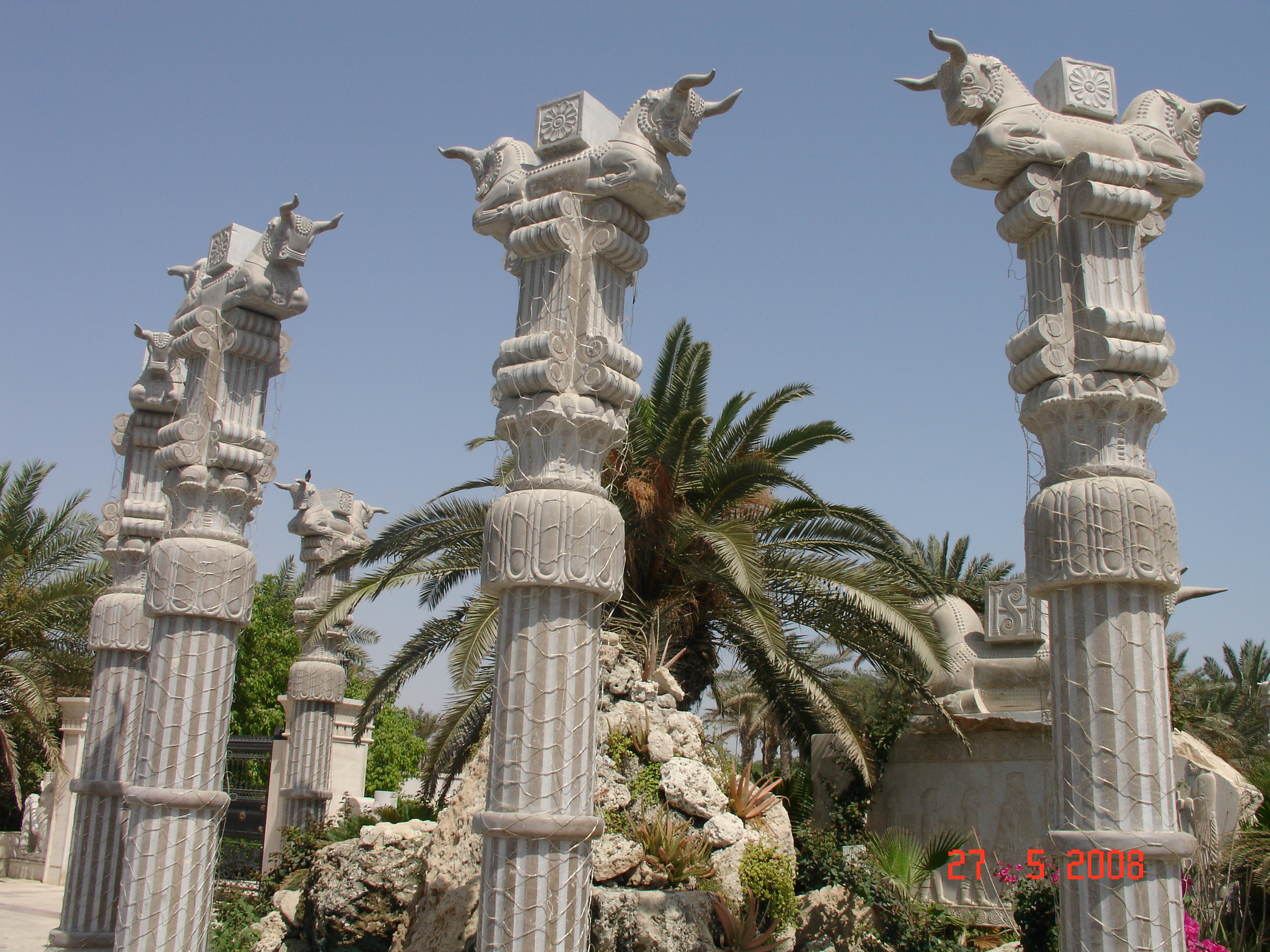
Colonnes suspendues aux lumières, Dariush Grand Hotel, 1999, Kish Island
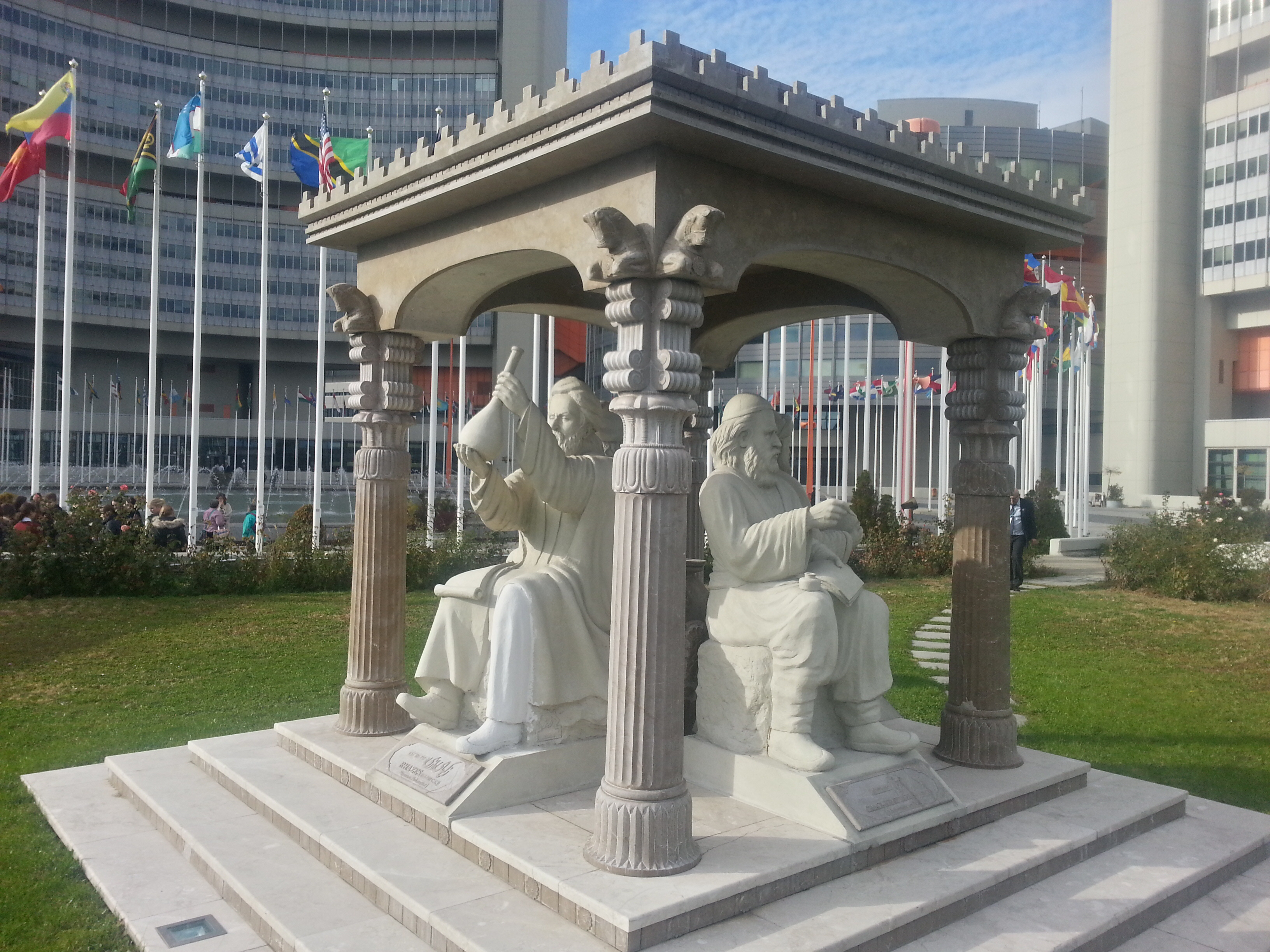
Pavillon des érudits à Vienne, 2009